# Dampforgel

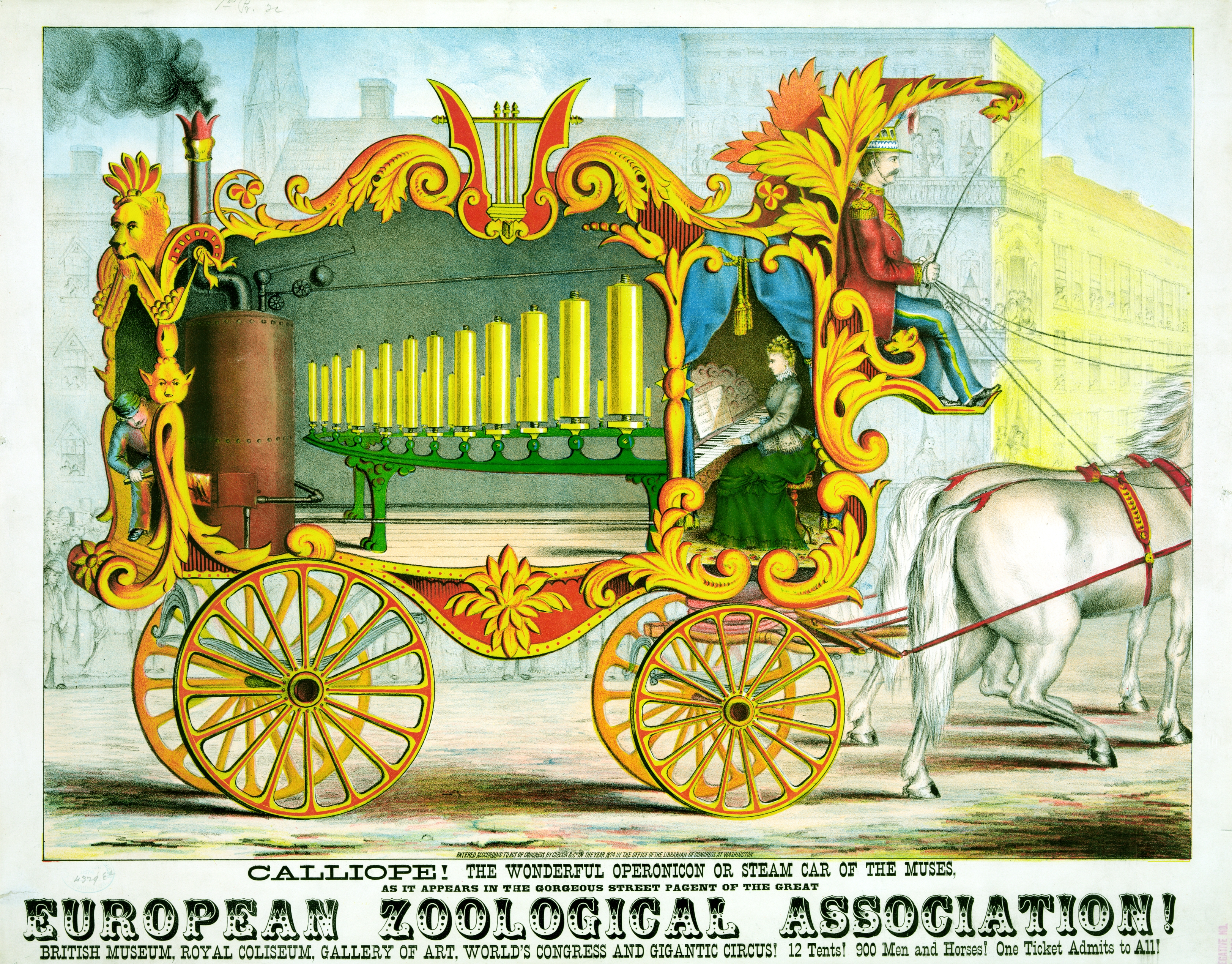
Chromolithografie einer Dampforgel von 1874.

Die Dampforgel, auch Kalliope (nach der Muse Kalliope), ist eine spezielle Form der Orgel, deren Pfeifen  mit Wasserdampf statt mit Luft angeblasen werden. Sie wird zur Instrumentengruppe der Aerophone gezählt.

## Bauweise und Funktion
Die Erzeugung des Druckgases Dampf erfolgt durch Sieden von Wasser, etwa in einem Dampfkessel mit Gasfeuerung und (bis auf eine eventuelle Speisewasserpumpe) ohne mechanische Pumpen oder Gebläse. Wird per Strahlpumpe vom Dampfstrahl hohen Drucks Luft mitgesaugt, kann der energetische Wirkungsgrad erhöht werden, die Verdampfungsenthalpie des durchgesetzten Dampfes geht jedoch auf jeden Fall verloren. Zugleich tritt (teilweise) Kondensation des Dampfes auf, was das Orgelspiel auch an den Öffnungen der angeblasenen Pfeifen durch Ausstoßen von Wrasen (Dampfschwaden) sichtbar macht. Die frühen Modelle waren auf Metallzahnrollen montiert, welche die Ventile für die Pfeifen öffnen. Über eine spezielle Tastatur, die jener der altmodischen Schreibmaschinen ähnlich war, konnte die Orgel gespielt werden.

## Geschichte
1855 erhielt der Erfinder Joshua C. Stoddard ein Patent auf das Instrument. 1859 stellte sein Schüler und Freund Arthur S. Denny ein verbessertes Modell vor. Es war zuerst geplant, es als „dampfbetriebenes Glockenspiel“ auf Kirchtürmen und Leuchttürmen zu installieren. Dies erwies sich jedoch als problematisch: wegen des sehr hohen Drucks nebst einhergehender Explosionsgefahr und der übermäßigen Lautstärke konnten (und können) Dampforgeln in der Regel nur im Freien betrieben und gespielt werden. Außerdem wäre die Montage auf Türmen zu umständlich und kostspielig gewesen. Im 19. Jahrhundert kam es immer wieder zu Unfällen durch Dampfdruck-Explosion der Instrumente. Gegen Ende des 20. Jahrhunderts kamen Dampforgeln aus der Mode, als gleichzeitig die Nachfrage nach industriellen Dampfkesseln zurückging. Wasserdampf als Energiequelle war Alternativen wie Öl, Gas und Benzin gewichen.  Dampforgeln sind heute noch auf altmodisch gehaltenen Jahrmärkten und Ausflugsschiffen, besonders Raddampfern, beliebt.

## Trivia
1967 nahmen Die Beatles für ihr berühmtes Album Sgt. Pepper’s Lonely Hearts Club Band den Song Being for the Benefit of Mr. Kite! auf und verwendeten dabei  Tonaufnahmen einer Dampforgel.